# Gare de Vers
Ne doit pas être confondu avec Gare de Vers-en-Montagne.
La gare de Vers est une ancienne gare ferroviaire française de la ligne de Saint-Roch à Darnétal-Bifurcation, située dans le hameau de la Grimpette, sur le territoire de la commune de Vers-sur-Selle, dans le département de la Somme, en région Hauts-de-France.
Elle est mise en service en 1890, en tant qu'arrêt, par la Compagnie des chemins de fer du Nord.
La fermeture de cette halte voyageurs, décidée par la Société nationale des chemins de fer français (SNCF), intervient durant les années 1980.

## Situation ferroviaire
Établie à 57 mètres d'altitude, la gare de Vers est située au point kilométrique (PK) 10,059 de la ligne de Saint-Roch à Darnétal-Bifurcation (à double voie), juste avant un passage à niveau — le PN no 2, implanté au PK 10,069 —, le tout s'intercalant entre les gares fermées aux voyageurs de Saleux et de Bacouel. La vitesse limite de traversée de cette ancienne gare est de 140 km/h.
Ancienne gare de bifurcation, elle constituait l'aboutissement de la ligne de Saint-Omer-en-Chaussée à Vers (à voie unique ; partiellement déclassée du réseau ferré national et déferrée). La gare précédente était celle de Prouzel.

## Histoire

### Arrivée du chemin de fer, puis création et développement d'un arrêt
La ligne d'Amiens à Rouen a été ouverte aux voyageurs le 18 avril 1867, par la Compagnie des chemins de fer du Nord. La ligne vers Conty est quant à elle mise en service le 1er août 1874, section d'une future ligne permettant d'atteindre Saint-Omer-en-Chaussée et Beauvais dès 1876. Il n'existe alors pas d'arrêt à Vers.
Le conseil municipal de Vers émet un vœu pour l'établissement d'un arrêt (au passage à niveau du chemin vicinal de Clairy à Vers), en 1890. Il reçoit un avis favorable du conseiller d'État, par délégation du ministre des Travaux publics ; la Compagnie du Nord n'y voit pas d'objection. Ainsi, l'arrêt est mis en service dès le service d'hiver (commençant le 1er décembre), et est desservi par des « trains légers » circulant sur les deux lignes précitées (en particulier Amiens – Beauvais). Un devis de 250 francs, pour la création d'un abri, est établi en 1892.
En 1897, une première demande du conseil municipal, datée du 26 juin, visant à transformer l'arrêt en halte (ouverte aux voyageurs, aux bagages et aux chiens), est refusée par l'ingénieur en chef de l'exploitation de la compagnie, un mois plus tard. La dépense nécessaire est alors estimée à 10 500 francs, puis réduite à 7 000 francs l'année suivante. Le montant exact est finalement de 7 076 francs, dont notamment : 2 340 francs pour la déviation du chemin latéral à la voie ferrée, la création d'une cour pour les voyageurs et l'élargissement partiel d'un quai ; 300 francs pour aménager un plancher permettant de traverser les voies. Une souscription est lancée auprès des habitants de Vers et de Bacouel (cette dernière commune, dont la gare, implantée sur la ligne Amiens – Rouen, est particulièrement excentrée, apporte en outre 100 francs de son budget communal, car souhaitant bénéficier d'une desserte ferroviaire plus proche), permettant par la suite l'acceptation de la nouvelle demande par l'inspecteur de l'exploitation basé en gare de Rouen-Martainville. Ainsi, cette halte est mise en service en 1898, et est en outre équipée d'un puits couvert (avec pompe) et d'une lampisterie.
La desserte quotidienne de la halte est de quinze trains quotidiens en 1905 ; ces dessertes sont néanmoins facultatives. La compagnie accepte, en 1908, le vœu du conseil municipal concernant l'arrêt à Vers des trains spéciaux mis en place lors des fêtes dans la région (notamment celles se déroulant à Amiens).
En 1912, une nouvelle souscription auprès des habitants de Vers permet l'installation de bancs sur les quais dès l'année suivante.

### Déclin progressif, puis fermeture de la halte
La halte est fermée une première fois lors de la Première Guerre mondiale. Dès 1915, le conseil municipal émet le vœu de sa réouverture, ce qui est refusé par la compagnie, qui argue des problèmes de régularité et de sécurité des circulations, les trains légers aux multiples arrêts facultatifs s'intercalant difficilement entre d'autres trains. Cela se reproduit en janvier 1919. Mais la desserte est finalement rétablie le 2 septembre, avec l'arrêt de deux aller-retours Amiens – Beauvais chaque jour ; en 1921, l'arrêt de trains Amiens – Rouen est à son tour rétabli. En 1923, un nouvel abri de quai (côté ouest) est édifié.
Cette halte a intégré à sa création, le 1er janvier 1938, le réseau de la SNCF. La ligne de Saint-Omer-en-Chaussée est fermée aux voyageurs le 9 janvier 1939, avec toutefois une réouverture entre le printemps 1942 et la Libération. Le service est transféré sur route en 1946, et est alors assuré par les autocars des Courriers Automobiles Picards.
La halte de Vers devient un point d'arrêt non géré le 14 décembre 1969, par mesure d'économie. Puis, le passage à niveau est automatisé en 1971 (il devient dès lors un PN de type SAL 2).
La suppression de la desserte de Vers intervient dans la première moitié des années 1980. Le conseil municipal a été consulté, et s'était exprimé contre ; mais étant excentrée par rapport au village et ne pouvant résister à la concurrente de la route (jugée plus rapide pour atteindre Amiens), la fermeture de la halte ne fut pas empêchée du fait de sa faible utilisation — les usagers pouvant en outre se reporter sur la gare voisine de Saleux. En dépit de sa situation passée au voisinage immédiat d'une bifurcation, elle n'avait jamais acquis une grande importance, sa principale utilisation étant alors réalisée par des ouvriers de l'usine sise à Vers (elle a également permis le déchargement de charbon pour cette usine).

## Patrimoine ferroviaire
Dans les années 2010, la maison de garde-barrière (désaffectée du service ferroviaire depuis l'automatisation du PN), où se trouvait en outre le guichet, subsiste, ainsi que d'anciennes annexes sanitaires ; par contre, un logement pour cheminots a été détruit,. Revendue à un particulier, cette maison a conservé sa fonction d'habitation ; une partie de sa toiture a été modifiée par un rehaussement.
Par ailleurs, les deux quais latéraux ont été démolis dans les années 2020.